# Фридрихсоне, Милда Петровна
Милда Петровна Фридрихсоне (латыш. Milda Fridrihsone; 1902 год — дата смерти неизвестна) — свинарка колхоза «Сарканайс Октобрис» Цесисского района Латвийской ССР. Герой Социалистического Труда (1958). Депутат Верховного Совета СССР 4 — 5 созывов.
В 1953 году вырастила от свиньи латвийской белой породы 44 поросят. В последующие годы добивалась высоких трудовых результатов в свиноводстве, выращивая ежегодно от каждой свиноматки более 25 поросят. Указом Президиума Верховного Совета СССР от 15 февраля 1958 года удостоена звания Героя Социалистического Труда «за выдающиеся успехи, достигнутые в деле развития сельского хозяйства по производству зерна, картофеля, сахарной свеклы, мяса, молока и других продуктов сельского хозяйства, и внедрение в производство достижений науки и передового опыта» с вручением ордена Ленина и золотой медали Серп и Молот.
Участвовала во Всесоюзной выставке ВДНХ.
Избиралась депутатом Верховного Совета СССР 4-го (1954—1958) и 5-го (1958—1962) созывов.